# バトミントン
もしかして
- バドミントン

ではありませんか？